# Thalamoporella lingulata
Thalamoporella lingulata är en mossdjursart som beskrevs av Soule, Soule och Chaney 1999. Thalamoporella lingulata ingår i släktet Thalamoporella och familjen Thalamoporellidae. Inga underarter finns listade i Catalogue of Life.